# Kościół św. Mateusza w Lubczu
Kościół św. Mateusza w Lubczu – parafialny kościół rzymskokatolicki zlokalizowany w Lubczu (powiat żniński, województwo kujawsko-pomorskie).

## Historia
Parafia we wsi (wraz z drewnianym kościołem) powstała w XIII wieku. Drugi, również drewniany obiekt, zbudowano w 1686, po wojnach szwedzkich. Nieco później, dziedzic Antoni Gałecki dobudował do świątyni wieżę i nawę. Całość spłonęła w 1902 wraz z dużą częścią wsi. W 1907 wmurowano kamień węgielny pod budowę kolejnego kościoła, który stoi do dziś. W 1908 kanonik i dziekan B. Ehaust poświęcił ten obiekt, który wzniesiono dzięki wysiłkom parafian i proboszcza, Tadeusza Leona Czerwińskiego. Wewnątrz umieszczono nowe wyposażenie, m.in. organy. W 1911 teren kościelny ogrodzono żelaznym płotem na podmurówce. W 1921 biskup pomocniczy gnieźnieński, Wilhelm Kloske dokonał konsekracji świątyni. W 1949 proboszcz Tadeusz Piekarski dobudował do kościoła kaplicę Najświętszego Serca Pana Jezusa. W latach 70. XX wieku przeprowadzono remont wnętrza. Zamalowano wówczas polichromię w prezbiterium. W latach 80. XX wieku wymieniono pokrycie dachowe wieży. W 2005 wyremontowano dach.

## Architektura
Neoromański, orientowany, ceglany kościół na planie prostokąta (z transeptem) stoi w centrum wsi, na skarpie (od strony drogi mur oporowy). Do prezbiterium od północy przylega zakrystia, a od południa dobudowana później kaplica. Elewacje zewnętrzne są zdobione detalem ceramicznym, m.in. dwupoziomowym fryzem i gzymsem podokapowym. Trzykondygnacyjna wieża przykryta jest dachem namiotowym. Portal główny umieszczony jest w przyziemiu i zamknięty pełnym łukiem. Ściany poszczególnych kondygnacji rozdziela fryz arkadowy.

## Wyposażenie
Stropy nawy oraz transeptu jest drewniany, belkowy. Wnętrze prezbiterium jest półkoliste z wnękami, pomiędzy którymi znajdują się lizeny zdobione półkolumienkami o kostkowych głowicach, podtrzymujące łuki arkad sklepienia w formie czaszy. Wyposażenie pochodzi z początku XX wieku.

## Otoczenie
Przy kościele stoi figura św. Jana Nepomucena, popiersie papieża Jana Pawła II na wysokim cokole, a także znajduje się grób księdza Jana Walentego Kręckiego (ur. 8 lutego 1823, zm. 30 sierpnia 1894), proboszcza lubieckiego z żelaznym krzyżem. Na elewacji wiszą dwie tablice, ku czci:
- ks. Tadeusza Kopczyńskiego (ur. 18 listopada 1888 w Poznaniu, zm. 5 lutego 1941 w KL Dachau),
- ks. Stanisława Jackowiaka (ur. 16 kwietnia 1936 w Kruszwicy, zm. 29 września 1997 w Czeszewie), proboszcza lubeckiego w latach 1974-1985[3].